# 1962年ウィンブルドン選手権
1962年 ウィンブルドン選手権（1962ねんウィンブルドンせんしゅけん、The Championships, Wimbledon 1962）に関する記事。イギリス・ロンドン郊外にある「オールイングランド・ローンテニス・アンド・クローケー・クラブ」にて開催。

## シード選手

### 男子シングルス
1. ロッド・レーバー　（優勝、大会2連覇）
2. ロイ・エマーソン　（4回戦、途中棄権）
3. ニール・フレーザー　（ベスト4）
4. ラマナサン・クリシュナン　（3回戦）
5. チャック・マッキンリー　（2回戦）
6. マニュエル・サンタナ　（ベスト8）
7. ニコラ・ピエトランジェリ　（3回戦）
8. ボブ・ヒューイット　（ベスト8）

### 女子シングルス
1. マーガレット・スミス　（2回戦＝初戦）
2. ダーリーン・ハード　（ベスト8）
3. マリア・ブエノ　（ベスト4）
4. レネ・シュールマン　（ベスト8）
5. アン・ヘイドン　（ベスト4）
6. アンジェラ・モーティマー　（4回戦）
7. レスリー・ターナー　（ベスト8）
8. カレン・サスマン　（初優勝）

### 男子ダブルス
1. ロイ・エマーソン＆ ニール・フレーザー
2. ボブ・ヒューイット＆ フレッド・ストール
3. ロッド・レーバー＆ ジョン・フレーザー
4. チャック・マッキンリー＆ デニス・ラルストン

### 女子ダブルス
1. ダーリーン・ハード＆ マリア・ブエノ
2. カレン・サスマン＆ ビリー・ジーン・モフィット
3. マーガレット・スミス＆ ユスチナ・ブリッカ
4. サンドラ・レイノルズ＆ レネ・シュールマン

### 混合ダブルス
1. フレッド・ストール＆ レスリー・ターナー
2. ロバート・ハウ＆ マリア・ブエノ
3. ニール・フレーザー＆ マーガレット・オズボーン・デュポン
4. イリ・ヤホルスキ＆ ベラ・スコバ

## 大会経過

### 男子シングルス
準々決勝
- ロッド・レーバー vs.  マニュエル・サンタナ　14-16, 9-7, 6-2, 6-2
- ニール・フレーザー vs.  ラファエル・オスナ　6-3, 6-1, 4-6, 4-6, 6-2
- ジョン・フレーザー vs.  ケン・フレッチャー　1-6, 7-9, 6-4, 6-1, 6-2
- マーティン・マリガン vs.  ボブ・ヒューイット　6-8, 6-4, 6-3, 6-4

準決勝
- ロッド・レーバー vs.  ニール・フレーザー　10-8, 6-1, 7-5
- マーティン・マリガン vs.  ジョン・フレーザー　6-3, 6-2, 6-2

### 女子シングルス
準々決勝
- アン・ヘイドン vs.  ビリー・ジーン・モフィット　6-3, 6-1
- カレン・サスマン vs.  レネ・シュールマン　6-4, 6-4
- マリア・ブエノ vs.  レスリー・ターナー　2-6, 6-4, 6-2
- ベラ・スコバ vs.  ダーリーン・ハード　6-4, 6-3

準決勝
- カレン・サスマン vs.  アン・ヘイドン　8-6, 6-1
- ベラ・スコバ vs.  マリア・ブエノ　6-4, 6-3

## 決勝戦の結果
男子シングルス
- ロッド・レーバー vs.  マーティン・マリガン　6-2, 6-2, 6-1

女子シングルス
- カレン・サスマン vs.  ベラ・スコバ　6-4, 6-4

男子ダブルス
- ボブ・ヒューイット＆ フレッド・ストール vs.  ボロ・ヨワノビッチ＆ ニコラ・ピリッチ　6-2, 5-7, 6-2, 6-4

女子ダブルス
- カレン・サスマン＆ ビリー・ジーン・モフィット vs.  サンドラ・レイノルズ＆ レネ・シュールマン　5-7, 6-3, 7-5

混合ダブルス
- ニール・フレーザー＆ マーガレット・オズボーン・デュポン vs.  デニス・ラルストン＆ アン・ヘイドン　2-6, 6-3, 13-11